# Myšlenka
Myšlenka je ucelený akt myšlení – psychického procesu, vědomé mentální (psychické) činnosti (jednání), skutku, úkonu, dílčí části lidského jednání atp. Je jeho výsledkem – produktem, resp. následkem, a základní složkou. Výrazem myšlenka se může také mínit obsah (téma, námět) myšlení, například ve spojení „myšlenka lodního šroubu“. Synonymy v užším významu mohou být výrazy nápad, plán, idea, úmysl.  V podobě úsudku (soudu jako kognitivní funkce), pojmu nebo kombinaci obojího, odráží v ideálním případě obecné v mase (velikém množství) jednotlivých věcí nebo odráží (fixuje, upevňuje) to podstatné, zákonité, v rozmanitosti podob (jevů) světa, který obklopuje člověka.
Z fyziologického hlediska se myšlenka děje v mozku, na základě vnějších podnětů a jistého vnitřního prostředí a zkušeností. Myšlenka jako obsah může být i předmětem duševního vlastnictví.

## Filosofie
Edmund Husserl rozlišuje noesis jako akt čistého myšlení, jímž se z proudu zážitků konstituuje jeho předmětný protějšek – noema. Podle Ludwiga Wittgensteina je myšlenka „logický obraz skutečností“. Podle G. Frege lze myšlenku vyjádřit větou a věta, která se týká pravdivosti myšlenky, je soud. Vyjádření soudu je tvrzení.
| „                 | Duše má barvu tvých myšlenek. | “ |
| — Marcus Aurelius |                               |   |

## Původ myšlenek

### Náboženství
Svatý Ignác z Loyoly k původu myšlenek uvádí: „Předpokládám, že je ve mně trojí druh myšlenek. Totiž nejdříve moje vlastní, které pocházejí z mé čiré svobody a vůle; a dvoje jiné, které přicházejí zvenčí: jedny od dobrého ducha, druhé od zlého“.